# Royal Unibrew
Royal Unibrew A/S (NASDAQ OMX: RBREW, tidligere Bryggerigruppen A/S) er Danmarks næststørste bryggerivirksomhed. Virksomheden ejer de danske bryggerier Albani, Faxe, Maribo Bryghus og Ceres og har desuden en række bryggerier i Letland, Litauen, Norge og Polen, samt en betydelig eksport til bl.a. Italien, Tyskland og Caribien. Gruppens hovedkontor ligger i Faxe.
Royal Unibrew har ca. 2.800 ansatte (2021) og i 2006 en årlig ølproduktion på 4,3 mio. hl og omsætning på 8.746 mio. kr (2021).

## Historie
Bryggerierne Faxe Jyske A/S blev dannet i 1989 da Jyske Bryggerier (Ceres, Urban og Thor) fusionerede med Faxe Bryggeri. Dette navn blev tre år senere ændret til Bryggerigruppen A/S.
I 1999 købte virksomheden det litauiske bryggeri Tauras, der blev lagt sammen med Kalnapilis, da Bryggerigruppen overtog dette bryggeri i 2001. I 2000 overtog Bryggerigruppen A/S Albani (for næsen af Carlsberg), og dermed også Albanis dattervirksomhed Maribo Bryghus. Royal Unibrew ejede en overgang også det engelske bryggeri Cains, der dog viste sig som en temmelig dårlig investering, og blev frasolgt. I 2003 besluttede Bryggerigruppen at lukke bryggeriet Thor i Randers.
Bryggerigruppen skiftede i maj 2005 navn til det mere internationalt klingende Royal Unibrew.

## På det danske marked
Royal Unibrew markedsfører i Danmark øl fra sine fire danske bryggerier under individuelle mærker, men har derudover haft succes med at sælge det fælles mærke, Royal, som blev skabt ud fra Ceres-øllen Ceres Royal Export, da gruppens øvrige ølmærker primært solgte regionalt.
Royal Unibrew indgik i 2003 en salgsaftale med det hollandske bryggeri Heineken om at markedsføre Heineken-øl i Danmark, og man licensproducerer desuden nogle af PepsiCos læskedrikke i Danmark.
I 2006 startede Royal Unibrew X-beer, der importerer udenlandske specialøl.